# Прапор Жоравки

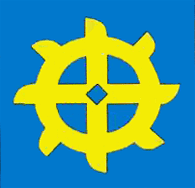
Прапор Жоравки

Прапор Жоравки — символ наслених пунктів Богданівської сільської ради Яготинського району Київської області (Україна): Жоравки і Лебедівки. Прапор затверджений 2 вересня 2002 сесією сільської ради (автор — О. Желіба).

## Опис
Квадратне синє полотнище (співвідношення 1:1) із жовтим млиновим колесом. Корогва має вертикальне та горизонтальне кріплення.

## Трактування
- млинове колесо — символ того, що селище розпочалося з козацького хутора, коло якого був водяний млин; колесо нагадує стародавній український хрест із церковних бань — символ християнських чеснот мешканців селища; колесо нагадує сонце, стародавній оберіг русинів — символ спадкоємності регіону від часів Переяславського князівства.